# ILogos
iLogos Game Studios — международная компания по разработке компьютерных игр, в портфолио iLogos — такие хиты как Shadow Fight и Shadow Fight 2 (36,5 млн игроков), аркада Vector (11 млн игроков), ситибилдер «Мегаполис» (20 млн игроков). Из-за NDA в компании не могут разглашать другие громкие названия, однако уверяют, что таковых немало. В целом iLogos участвовала в создании более 400 игр.

## История
Компания была основана в 2006 году группой энтузиастов-единомышленников с штаб-квартирой в Луганске. За эти годы компания открыла офисы и представительства в Харькове, Кривом Роге, Днепре, Львове, Николаеве и немецком Гамбурге. В 2015 году открылся одесский филиал недалеко от Дерибасовской.
iLogos занимается аутсорсинговой разработкой игр для крупных студий — компания сотрудничала с Electronic Arts, Wargaming.net, Disney, Nekki, Social Quantum и другими. По словам представителей компании, команда iLogos реализовала более 400 игровых проектов различной сложности и масштаба, включая «Мегаполис», Vector, «Территорию фермеров», World of Tanks: Reporting, Puzzle Wars и другие. В компании говорят, что суммарные показатели игр iLogos превысили 200 млн инсталляций и 50 млн активных пользователей в месяц.
В 2012 году сооснователем, генеральным директором и CEO компании iLogos Europe (впоследствии Co-Founder and Chairman iLogos) стал Александр Голдыбин.
В 2014 году, когда началось «АТО», руководство iLogos предложило всем сотрудникам переехать в другие, подходящие для них офисы компании. Главный офис разработки был перенесен в Киев, при этом штаб-квартира компании находится в Гамбурге.